# Lijst van burgemeesters van Boston
Lijst van burgemeesters van de Amerikaanse stad Boston in de staat Massachusetts.

## Burgemeesters van Boston (1900–heden)
| Nr.   | Burgemeester van Boston Mayor of Boston | Burgemeester van Boston Mayor of Boston | Burgemeester van Boston Mayor of Boston | Ambtstermijn      | Ambtstermijn      | Partij(en) | Verkiezing(en) |
| ----- | --------------------------------------- | --------------------------------------- | --------------------------------------- | ----------------- | ----------------- | ---------- | -------------- |
| 35    |                                         | Thomas Hart                             | Thomas Hart (1829–1927)                 | 1 januari 1900    | 6 januari 1902    | R          | 1899           |
| 36    |                                         | Patrick Collins                         | Patrick Collins (1844–1905)             | 6 januari 1902    | 13 september 1905 | D          | 1901           |
| 36    | 1903                                    | Patrick Collins                         | Patrick Collins (1844–1905)             | 6 januari 1902    | 13 september 1905 | D          |                |
| [ 2 ] |                                         | Daniel Whelton                          | Daniel Whelton (1872–1953)              | 13 september 1905 | 1 januari 1906    | D          |                |
| 37    |                                         | John F. Fitzgerald                      | John F. Fitzgerald (1863–1950)          | 1 januari 1906    | 6 januari 1908    | D          | 1905           |
| 38    |                                         | George Hibbard                          | George Hibbard (1864–1910)              | 6 januari 1908    | 6 februari 1910   | R          | 1907           |
| 39    |                                         | John F. Fitzgerald                      | John F. Fitzgerald (1863–1950)          | 6 februari 1910   | 2 februari 1914   | D          | 1910           |
| 40    |                                         | Michael Curley                          | Michael Curley (1874–1958)              | 2 februari 1914   | 4 februari 1918   | D          | 1914           |
| 41    |                                         | Andrew Peters                           | Andrew Peters (1872–1938)               | 4 februari 1918   | 6 februari 1922   | D          | 1917           |
| 42    |                                         | Michael Curley                          | Michael Curley (1874–1958)              | 6 februari 1922   | 4 januari 1926    | D          | 1921           |
| 43    |                                         | Malcolm Nichols                         | Malcolm Nichols (1876–1951)             | 4 januari 1926    | 6 januari 1930    | R          | 1925           |
| 44    |                                         | Michael Curley                          | Michael Curley (1874–1958)              | 6 januari 1930    | 1 januari 1934    | D          | 1929           |
| 45    |                                         | Frederick Mansfield                     | Frederick Mansfield (1877–1958)         | 1 januari 1934    | 3 januari 1938    | D          | 1933           |
| 46    |                                         | Maurice Tobin                           | Maurice Tobin (1901–1953)               | 3 januari 1938    | 4 januari 1945    | D          | 1937           |
| 46    | 1941                                    | Maurice Tobin                           | Maurice Tobin (1901–1953)               | 3 januari 1938    | 4 januari 1945    | D          |                |
| [ 2 ] |                                         | John Kerrigan                           | John Kerrigan (1908–1987)               | 4 januari 1945    | 6 januari 1946    | D          |                |
| 47    |                                         | Michael Curley                          | Michael Curley (1874–1958)              | 6 januari 1946    | 1 januari 1950    | D          | 1945           |
| 48    |                                         | John Hynes                              | John Hynes (1897–1970)                  | 1 januari 1950    | 4 januari 1960    | D          | 1949           |
| 48    | 1951                                    | John Hynes                              | John Hynes (1897–1970)                  | 1 januari 1950    | 4 januari 1960    | D          |                |
| 48    | 1955                                    | John Hynes                              | John Hynes (1897–1970)                  | 1 januari 1950    | 4 januari 1960    | D          |                |
| 49    |                                         | John Frederick Collins                  | John Frederick Collins (1919–1995)      | 4 januari 1960    | 1 januari 1968    | D          | 1959           |
| 49    | 1963                                    | John Frederick Collins                  | John Frederick Collins (1919–1995)      | 4 januari 1960    | 1 januari 1968    | D          |                |
| 50    |                                         | Kevin White                             | Kevin White (1929–2012)                 | 1 januari 1968    | 1 januari 1984    | D          | 1967           |
| 50    | 1971                                    | Kevin White                             | Kevin White (1929–2012)                 | 1 januari 1968    | 1 januari 1984    | D          |                |
| 50    | 1975                                    | Kevin White                             | Kevin White (1929–2012)                 | 1 januari 1968    | 1 januari 1984    | D          |                |
| 50    | 1979                                    | Kevin White                             | Kevin White (1929–2012)                 | 1 januari 1968    | 1 januari 1984    | D          |                |
| 51    |                                         | Raymond Flynn                           | Raymond Flynn (1939)                    | 1 januari 1984    | 13 juli 1993      | D          | 1983           |
| 51    | 1987                                    | Raymond Flynn                           | Raymond Flynn (1939)                    | 1 januari 1984    | 13 juli 1993      | D          |                |
| 51    | 1991                                    | Raymond Flynn                           | Raymond Flynn (1939)                    | 1 januari 1984    | 13 juli 1993      | D          |                |
| [ 2 ] |                                         | Thomas Menino                           | Thomas Menino (1942–2014)               | 13 juli 1993      | 16 november 1993  | D          |                |
| 52    | 16 november 1993                        | Thomas Menino                           | Thomas Menino (1942–2014)               | 6 januari 2014    | 1993              | D          |                |
| 52    | 16 november 1993                        | Thomas Menino                           | Thomas Menino (1942–2014)               | 6 januari 2014    | 1997              | D          |                |
| 52    | 16 november 1993                        | Thomas Menino                           | Thomas Menino (1942–2014)               | 6 januari 2014    | 2001              | D          |                |
| 52    | 16 november 1993                        | Thomas Menino                           | Thomas Menino (1942–2014)               | 6 januari 2014    | 2005              | D          |                |
| 52    | 16 november 1993                        | Thomas Menino                           | Thomas Menino (1942–2014)               | 6 januari 2014    | 2009              | D          |                |
| 53    |                                         | Marty Walsh                             | Marty Walsh (1967)                      | 6 januari 2014    | 21 maart 2021     | D          | 2013           |
| 53    | 2017                                    | Marty Walsh                             | Marty Walsh (1967)                      | 6 januari 2014    | 21 maart 2021     | D          |                |
| [ 2 ] |                                         | Kim Janey                               | Kim Janey (1965)                        | 21 maart 2021     | 16 november 2021  | D          |                |
| 54    |                                         | Michelle Wu                             | Michelle Wu (1985)                      | 16 november 2021  | heden             | D          | 2021           |